# Georgie Fame

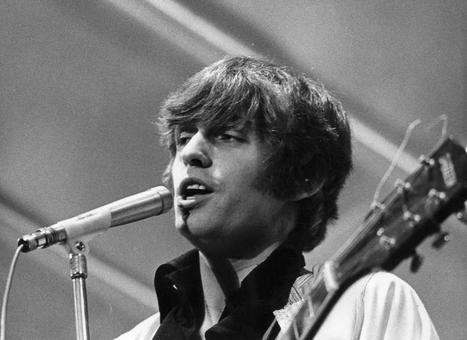
Georgie Fame på Gröna Lund 1968.

Georgie Fame, född Clive Powell den 26 juni 1943 i Leigh, Greater Manchester, är en brittisk sångare, organist, pianist, låtskrivare och textförfattare. Ända sedan Fame inledde sin solokarriär har han blandat rhythm and blues, pop och evergreens med mainstream-jazz och därigenom skapat en högst personlig stil. Fame har också fått entusiastiska recensioner för sina textsatta jazzsolon, som bygger på improvisationer av musiker som trumpetaren Chet Baker och saxofonisten Lester Young.   
Tillsammans med sin kompgrupp The Blue Flames hade Fame under 1960-talets andra hälft flera stora hitsinglar på den brittiska singellistan. "Yeh, Yeh" var den första, och den blev singeletta i januari 1965. Singeln "Get Away" återupprepade placeringen 1966 och två år senare kom hans tredje Englandsetta, "The Ballad of Bonnie and Clyde" (1968) som också blev hans största amerikanska hit. Däremellan nådde han också viss framgång med inspelningar av Bobby Hebbs "Sunny" och Billy Stewarts "Sitting in the Park". En milstolpe i Fames karriär kom 1967 när han fick chansen att samarbeta med Count Basie Big Band under storbandets turné i England (efter att den ordinarie vokalisten Joe Williams insjuknat).     
Basieturnén gjorde att Georgie Fame gradvis fick erkännande som jazzvokalist, samtidigt som han har fortsatt att fördomsfritt blanda musikstilar. År 1970 fick Fame en hit med låten "Rosetta" som han spelade in tillsammans med sångaren och organisten Alan Price, tidigare medlem i gruppen The Animals. År 1981 spelade Fame in albumet In Hoagland tillsammans med sångerskan Annie Ross, en uppmärksammad hyllning till låtmakaren, pianisten och sångaren Hoagy Carmichael.
Fame var också med och grundade Rolling Stones-basisten Bill Wymans gammelrockgrupp Rhythm Kings. Han har också samarbetat med storheter som Gene Vincent, Eddie Cochran, Eric Clapton, Muddy Waters och Joan Armatrading. Från slutet av 1980-talet fram till albumet The Healing Game (1997),  samarbetade Fame med sångaren Van Morrison och var också dennes producent. Fame framträdde som "special guest" i Morrisons BBC-sända konsert i april 2008. 
Georgie Fame är aktiv som musiker över hela världen och reser regelbundet runt jordklotet - till länder som Australien, Sydafrika, Kanada, Hongkong, Japan, Holland, Belgien och Tyskland - med en trave storbandsarrangemang i bagaget.  Han är en flitigt återkommande gäst med svenska orkestrar, däribland Sandviken Big Band liksom Hudiksvalls och Bohuslän Big Band, inte sällan i sällskap av sångaren Claes Janson. Han håller också liv i sitt band Blue Flames i London, i vilket hans söner Tristan Powell (gitarr) och James Powell (trummor) spelar. 
Han har sommarstuga i Sverige, utanför Sandviken, i Österfärnebo.